# Agradabilidade

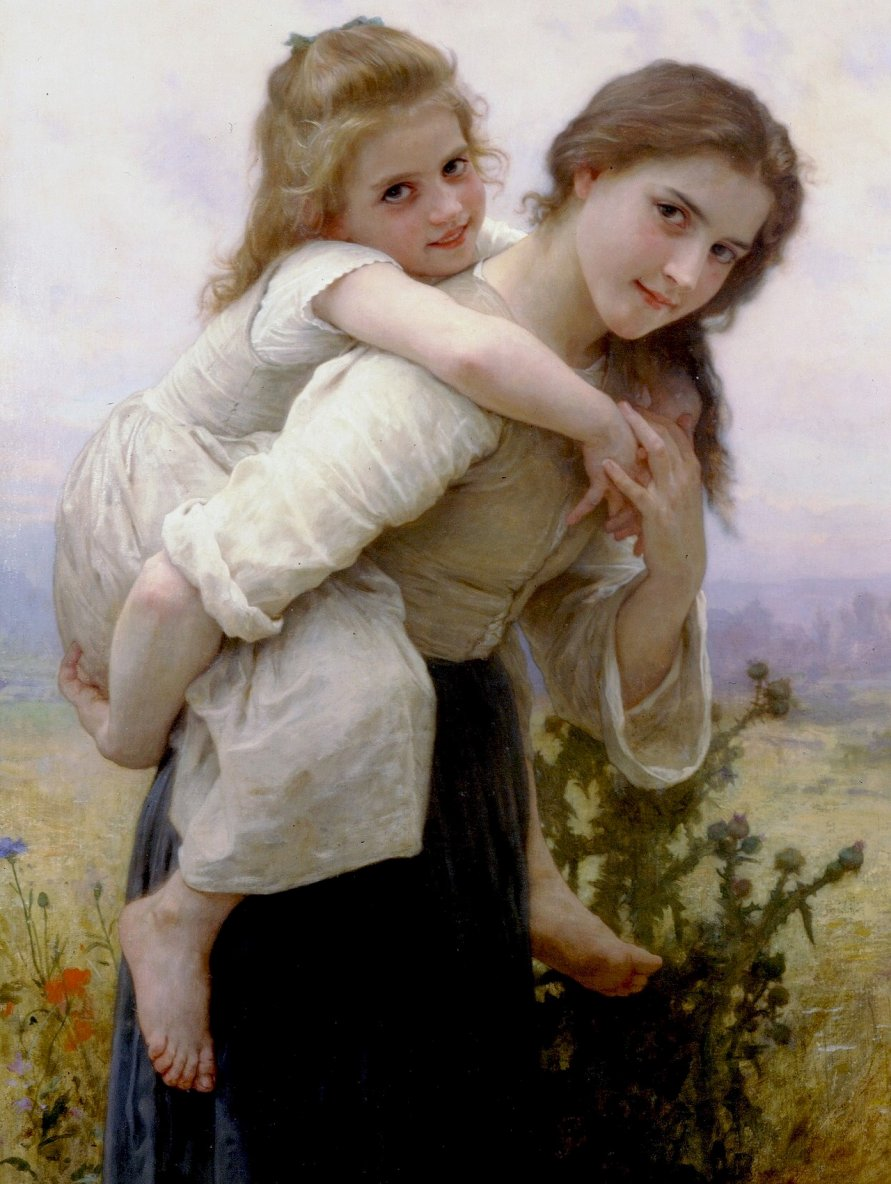
Fardo Agradável, de William-Adolphe Bouguereau, 1895

A agradabilidade é um traço de personalidade que se manifesta em características comportamentais individuais que são percebidas como amáveis, simpáticas, cooperativas, calorosas e atenciosas. Na psicologia da personalidade contemporânea, a agradabilidade é uma das cinco dimensões principais da estrutura da personalidade, refletindo as diferenças individuais na cooperação e harmonia social.
Pessoas com pontuação alta nesta dimensão são empáticas e altruístas, enquanto uma pontuação baixa de afabilidade está relacionada a comportamento egoísta e falta de empatia. Aqueles com pontuação muito baixa em agradabilidade mostram sinais de comportamento da tríade obscura, como manipulação e competição com os outros em vez de cooperação.
A agradabilidade é considerada um traço superordenado, o que significa que é um agrupamento de sub-traços de personalidade que se agrupam estatisticamente. Os traços ou facetas de nível inferior agrupados sob a agradabilidade são: confiança, franqueza, altruísmo, submissão, modéstia e ternura.